# René Smit
René Smit (1959) is een Nederlands oud-politicus van het CDA en bestuurder.
Smit studeerde economie aan de Erasmus Universiteit Rotterdam, waar hij lid was van studentenvereniging S.S.R.-Rotterdam. Van 1980 tot 1983 was hij lid van de deelgemeenteraad van Kralingen (Rotterdam). In 1986 werd hij lid van de gemeenteraad van Rotterdam en van 1990 tot 1996 was hij wethouder voor Haven en Financiën in die stad. Daarna was hij tot 1999 directeur-generaal Openbare Orde, Veiligheid van het ministerie van Binnenlandse Zaken en Koninkrijksrelaties.
In augustus 1999 werd hij voorzitter van de raad van bestuur van het Albert Schweitzer Ziekenhuis in Dordrecht.
In november 2005 volgde hij Wim Noomen op als voorzitter van het college van bestuur van de Vrije Universiteit Amsterdam en de Christelijke Hogeschool Windesheim, een functie die hij tot 1 december 2013 zou uitvoeren.
In 2006 was hij voorzitter van de commissie die het verkiezingsprogramma van het CDA schreef. In februari 2007 werd zijn naam genoemd als mogelijk minister van Economische Zaken in het kabinet-Balkenende IV, maar uiteindelijk viel de keuze van het CDA voor deze ministerspost op Maria van der Hoeven.
In 2007 heeft hij de tijdelijke nevenfunctie aanvaard van 'ambassadeur' voor "Randstad 2040". Dit was een rijksproject dat moest leiden tot het vaststellen van een integrale en regionaal gedragen langetermijnvisie Randstad 2040 op hoofdlijnen, die eraan moest bijdragen dat de Randstad zich zou ontwikkelen tot een duurzame en concurrerende Europese topregio.
In 2014 werd hij benoemd tot voorzitter van de Raad van Commissarissen van Havenbedrijf Amsterdam NV. Hij was tot 2013 bestuursvoorzitter van de Vrije Universiteit van Amsterdam.
Smit werd vervolgens lid van het innovatieplatform en Director Special Accounts bij adviesbureau Ecorys. Daarna trad hij aan als voorzitter van de raad van bestuur van de Zorgsaam zorggroep in Zeeuws-Vlaanderen waar hij in 2024 vertrok.